# توم كينيدي (لاعب كرة قدم)
توم كينيدي (بالإنجليزية: Tom Kennedy)‏ (و. 1985  م) هو لاعب كرة قدم، من المملكة المتحدة، يلعب كمُدَافِع.

## روابط خارجية
- توم كينيدي على موقع قاعدة بيانات كرة القدم.إي يو (الإنجليزية)
- توم كينيدي على موقع Soccerbase.com (لاعب) (الإنجليزية)